# Cornsweet-Illusion

Abb. 1: Cornsweet-Illusion

Abb. 2: Verschwinden des Effekts nach Ausschneiden des Schnittkantenbereichs

Die Cornsweet-Illusion ist eine von dem amerikanischen Psychologen Tom Norman Cornsweet beschriebene optische Täuschung. Die Illusion besteht darin, dass die Wahrnehmung der Helligkeit einer Fläche durch die Helligkeitsintensität des Randbereichs beeinflusst wird.

## Beschreibung
Die linke der beiden grauen Flächen in Abbildung 1 wird dunkler wahrgenommen als die rechte, obwohl beide Flächen mit Ausnahme eines sehr schmalen Bereichs links und rechts der Schnittkante exakt denselben Grauton mit derselben Helligkeit aufweisen. Schneidet man diesen Bereich aus, verschwindet die Täuschung, wie Abbildung 2 beweist.
Der Täuschungseffekt wird durch eine Kontrastverstärkung in der unmittelbaren Umgebung einer Randlinie zwischen zwei Flächen verursacht. Das menschliche Auge registriert vorrangig die Kante, wodurch der Kontrast an der Randlinie verstärkt erscheint.